# Classe de equivalência
Em matemática,  dado um conjunto {\displaystyle X\,} com uma relação de equivalência {\displaystyle \sim \,}, a classe de equivalência de um elemento {\displaystyle a\in X\,} é o subconjunto de todos os elementos de  {\displaystyle X\,} que são equivalentes a {\displaystyle a\,}.
- {\displaystyle [a]=\{x\in X\quad |\quad a\sim x\}}

## Exemplo
- Seja ~ a relação de equivalência definida no conjunto dos números inteiros {\displaystyle \mathbb {Z} \,} por x ~ y quando x - y for um número par. Então {\displaystyle \ldots =[-3]=[-1]=[1]=[3]=\ldots \,} é uma classe de equivalência, o conjunto dos número ímpares. Analogamente, {\displaystyle \ldots =[-2]=[0]=[2]=\ldots \,} é outra classe de equivalência.

## Propriedades
- Se {\displaystyle x\sim y\Rightarrow [x]=[y]};
- Classes de equivalência diferentes não têm elementos em comum: Se {\displaystyle [x]\neq [y]} então  {\displaystyle [x]\cap [y]=\varnothing };
- Estas duas propriedades acima podem ser resumidas na seguinte: {\displaystyle \forall x,y\in X\ ([x]=[y]\ \lor \ [x]\cap [y]=\varnothing )};
- A união de todas as classes de equivalência de um conjunto é igual ao próprio conjunto: X = {\displaystyle \cup _{\forall x\in X}}  [x].

Podemos reunir todas as classes de equivalência de  X em um conjunto chamado conjunto quociente de X:
{\displaystyle X/\sim =\{[x]\quad |\quad x\in X\}}
Note que, como para cada elemento {\displaystyle x\in X} podemos associar um elemento de {\displaystyle [x]\in X/\sim }, existe uma função natural de {\displaystyle X\rightarrow X/\sim }. Esta função é chamada de projeção canônica.

## Representantes
Uma questão importante com uma resposta não trivial é em que condições podemos escolher, para cada classe de equivalência, um único elemento, formando, assim, um conjunto de representantes?
Para ilustrar, vamos construir o conjunto de Vitali: ele parte da relação de equivalência em {\displaystyle \left[0,1\right]\in \mathbb {R} \,} definida por {\displaystyle x\sim y\leftrightarrow x-y\in \mathbb {Q} \,}, e tenta obter um elemento de cada classe de equivalência. O problema é que não existe nenhuma regra explícita que permite fazer essa escolha.
Na teoria dos conjuntos, esse problema é resolvido pelo axioma da escolha, cuja forma equivalente, para classes de equivalência, é:
Seja  {\displaystyle \sim \,}  uma relação de equivalência em um conjunto X. Então existe um conjunto {\displaystyle X_{1}\subset X\,} que contém um (e apenas um) elemento de cada classe de equivalência.